# BIRTHDAY (奥華子のアルバム)
『BIRTHDAY』（バースデイ）は、2009年7月15日に発売された日本の歌手・奥華子の4枚目のアルバム。

## 解説
前作アルバム『恋手紙』リリース後にシングルリリースされた5曲と、新曲9曲で構成されている。
このアルバムでは、「一番星」や「チョコレート」など本人曰く「誰の曲?」（2009年7月12日、渋谷コンサートにて発言）と思ってしまうほどポップな曲も含まれている。
2009年のコンサートツアーCONCERT TOUR '09 弾き語り -3rd Letter- 、全国32か所)にて主に歌われるアルバム。大阪、名古屋、東京のツアー公演終了後にリリース。これらの公演に参加した人は、アルバム発売前にフルコーラスにて本作品の収録曲を聴くことができた。
リリース1日前の東京から約1ヶ月間、発売記念イベントとして無料ライブ&サイン会を各地で実施した。

## 構成・収録曲
- PCCA-02954

1. 笑って笑って
9thシングル（インディーズ時代の『奥華子 vol.4』に収録されている曲のリメイク）。テレビ朝日『ちい散歩』エンディングテーマ。
2. 一番星
3. 僕たちにできること
9thシングルのカップリング。中国電力CMソング『環境「地球儀の旅」編』。
4. Birthday
5. 他人の涙
6. 最後の恋
7. アネモネ
8. 青い部屋
9. チョコレート
10. 蛍火
11. あなたに好きと言われたい（ピアノ弾き語りver.）
8thシングル。
12. 明日咲く花
7thシングル。NHK『世界一周!地球に触れる・エコ大紀行』テーマソング。
13. Happy days（アルバムMIX ver.）
9thシングルカップリング。千葉銀行CMソング『「未来を描こう」篇』、
14. 灯-ともしび-

## 演奏
- 奥華子
  - Vocal
  - Arrangement (#1.3-11)
  - Keyboards (#1.3-9.13)
  - Programming (#1.3.4.5.7.9)
  - Chorus (#4.7)
  - Mixing (#4)
  - Acoustic Piano (#10.11)
- 斎藤茂彦：Strings Arrangement Support (#1.3)
- 城戸喜代ストリングス：Strings (#1.3)
- 上杉洋史：Arrangement, Keyboards & Programming (#2.14)
- 江口信夫：Drums (#5)
- 佐藤準：Arrangement & Acoustic Piano (#12)
- 山崎哲雄：Programming Operator (#12)
- 篠崎正嗣ストリングス：Strings (#12)
- 末原康志：Acoustic Guitar (#12)
- 千葉一樹：Wood Bass (#12)
- 三沢またろう：Percussion (#12)
- 高桑英世：Flute & Piccolo (#12)
- 庄司さとし：Oboe (#12)
- 山根公男：Clarinet (#12)
- 井上俊次：Fagotto (#12)
- 堂山敦史、村本岳史：French Horn (#12)
- 山田嘉人：Arrangement & Programming (#13)
- 黒田晃年：Guitar (#13)
- みんなの声 (#13) 
  - 2009.3.20 サンストリート亀戸 (東京)
  - 2009.3.21 マイカル茨木 (大阪)
  - 2009.3.22 リバーサイドモール (岐阜)
  - 2009.3.29 ヒルサイドショップス＆アウトレット (仙台)
  - 2009.4.25 島根県民会館
  - 2009.4.29 大阪城音楽堂
  - 2009.5.9 矢場公園 (名古屋)

## 特典
初回限定特典として、以下のいずれか片方の抽選に応募できる「応募券」が封入されていた。(応募締切2009年7月28日)
- A賞 奥華子 CONCERT TOUR '09 弾き語り -3rd Letter-バックステージパス
- B賞 「奥華子の笑って笑ってラジオ」スペシャルCD
  - 収録内容　DSP-01912
    - 奥華子からのCD紹介と当選おめでとうメッセージ
    - 歌ネットで募集した「あなたが励まされた言葉」の応募の中から、奥華子が感動した言葉を本人の感想やエピソードを交えて紹介。
    - 笑って笑っての生演奏収録（弾き語り）
    - 本CD限定の新曲「それぞれ」